# سيدي إسماعيل
سيدي إسماعيل، تُعرف أيضا بزاوية سيدي إسماعيل، بلدة مغربية ومركز كل من جماعة سيدي إسماعيل القروية وقيادة سيدي إسماعيل ودائرة سيدي إسماعيل التابعات لإقليم الجديدة، جهة الدار البيضاء سطات. وتضم الجماعة أربع مشيخات، إحداها مشيخة سيدي إسماعيل. بلغ عدد سكان الجماعة 28,733 نسمة حسب إحصاء 2014.

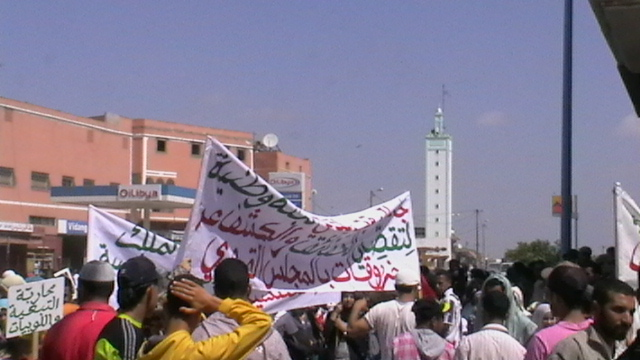
صورة فوتوغرافية لاحتجاجات ببلدة سيدي إسماعيل عام 2011

اسمه يؤرخ إلى رجل تاريخي اسمه إسماعيل ٱبو سجدة الذي حارب الاحتلال البرتغالي بمنطقة دكالة.
زاوية سيدي إسماعيل أو زاوية الشرفا القواسم كما يطلق عليهم تبعد بحوالي 48 كلم جنوبا عن الجديدة  في تجاه مراكش عند ملتقى طريق آسفي اكادير والطريق المؤدية إلى سيدي بنور مراكش في موقع استراتيجي هام وسطه مسجد كبير ورامبوان وضريح سيدي إسماعيل هذ الأخير ينتسب إلى الشرفاء القواسم من سلالة الشريف الادريسي وقد أسست هذه الزاوية على يد الشيخ سيدي قاسم بن علي الذي كان يعيش بقرية اكركون بقبيلة اوزكيطة جنوب مراكش والذي توفي بدرعة ودفن قرب ضريح سيدي أحمد بناصر كما تقول بعض المصادر وكان له أربعة أولاد هم : سيدي عثمان الذي يعيش أولاده بورار بقبيلة بني هلال وقد توفي هناك سيدي بوبكر مؤسس زاوية أولاد بوبكر وزاوية سيدي إسماعيل والمكنى ببوشربيل وسيدي امحمد دفين سيدي إسماعيل رفقة أضرحة سيدي إسماعيل وسيدي بوعبدلي وسيدي أحمد المجاهد وسيدي إبراهيم الذي يوجد أبناؤه بالقواسم بأولاد افرج وكون زاوية مولاي الطاهر القاسمي ومن المعلوم ان هؤلاء كانوا من ألمع العلماء ومن أكبر المجاهدين ضد الاستعمار البرتغالي وقد توفي الشيخ سيدي إسماعيل سنة 1094 ھ ودفن بجواره ابنه سيدي ع الله بن إسماعيل المعروف بوبعبدلي .

## وصلات خارجية
- (بالفرنسية) إحصائيات إقليم الجديدة على موقع World Gazetter
- الشاب الذي حصل على أعلى معدل بالمغرب ابن زاوية سيدي إسماعيل بالجديدة.
- أخبار سيدي إسماعيل
- تأهيل سيدي إسماعيل موضوع جلسة عمل مع السيد العامل
- زاوية سيدي إسماعيل
- انظر تصريح الاقتباس من موقع أدرار على الإنترنت
- خبار بلادي.. المغرب.. دكالة عبدة
- بوابة جهة دكالة عبدة
- المركز الجهوي للاستثمار لجهة دكالة عبدة